# Соколов, Андрей Юрьевич (советский шахматист)
Андре́й Ю́рьевич Соколо́в (род. 20 марта 1963, Воркута, Коми АССР) — французский, ранее советский, шахматист, гроссмейстер (1984). Победитель Первого чемпионата мира в составе команды СССР (1985), двукратный победитель Всемирных Шахматных Олимпиад в составе команды СССР (1984, 1986), чемпион СССР (1984), чемпион мира среди юношей (1982), чемпион Москвы 1981 года (с В. Арбаковым), участник суперфинального матча претендентов (1987).

## Биография
Родился в семье советского офицера, впоследствии директора Всероссийского шахматного клуба Юрия Павлиновича Соколова. Брат Сергей также играл в шахматы на спортивном уровне.
Впервые заявил о себе в 1981 году, когда стал чемпионом Москвы. На юношеском чемпионате Европы (1981/82) занял третье место. Занимался под руководством Владимира Юркова.
В 1984 году стал чемпионом СССР. В следующем году (1985) разделил 4-6-е место.
Участник межзональных турниров: Биль, 1985 г. (3 место), Манила, 1990 г. (29-39-е место).
В 1985 году разделил 1-3-е место с А. Юсуповым и Р. Ваганяном на турнире претендентов (Монпелье, 1985). В 1986 г. выиграл матчи претендентов, сенсационно победив в 1/2 финала Р. Ваганяна — 6:2 (Минск), а в финале — А. Юсупова — 7,5:6,5 (Рига), выиграв три партии на финише подряд и согласившись на ничью в выигранной позиции в последней партии, и завоевал право сыграть в суперфинальном матче претендентов с А. Карповым, победитель которого становился соперником Г. Каспарова в матче на первенство мира 1987 г. Матч с А. Карповым состоялся в Линаресе в 1987 г. и закончился поражением Соколова 3,5:7,5 (-4=7).
В следующем цикле А. Соколов участвовал в матчах претендентов и проиграл в 1/8 финала К. Спраггетту 5,5:6,5 (Сент-Джон, 1988 г.).
В составе сборной СССР победитель Всемирных шахматных Олимпиад (1984, 1986), первого командного чемпионата мира (1985).
Член символического клуба победителей чемпионов мира Михаила Чигорина с 11 октября 1988 года.
С 2000 года живёт во Франции и выступает за неё.

## Награды
За достижения в области шахмат награждён медалью «За трудовое отличие» (1985).

## Изменения рейтинга
| График не отображается по техническим причинам. Чтобы исправить это, воспроизведите график в новом формате, если это возможно. |